# Николаевское (Черниговская область)
Николаевское (укр. Миколаївське) — бывшее село в Новгород-Северском районе Черниговской области Украины. Население — 10 человек. Занимает площадь 0,18 км².
Почтовый индекс: 16020. Телефонный код: +380 4658.

## История
Решением Черниговского областного совета от 20.07.2016 года село снято с учёта.

## Власть
Бывший орган местного самоуправления — Михальчино-Слободский сельский совет. Почтовый адрес: 16015, Черниговская обл., Новгород-Северский р-н, с. Михальчина Слобода, ул. Центральная, 50.